# Mannen zonder vrouw
Mannen zonder vrouw (Japans: 女のいない男たち; Onna no inai otokotachi) is een collectie van korte verhalen van de Japanse auteur Haruki Murakami. De verhalenbundel werd uitgegeven in 2014 en vertaald naar het Nederlands in 2016. 

## Korte verhalen
De zeven korte verhalen in deze bundel gaan over eenzame, beschadigde mannen of mannen die iets wezenlijks mankeren:
- Drive My Car
- Yesterday
- Een onafhankelijk orgaan
- Sheherazade
- Kino
- Samsa verliefd
- Mannen zonder vrouw

## Verfilming
De film Drive My Car is voornamelijk gebaseerd op het gelijknamige korte verhaal uit de verhalenbundel, maar ook geïnspireerd door andere verhalen uit dezelfde bundel. 